# Kuremäe

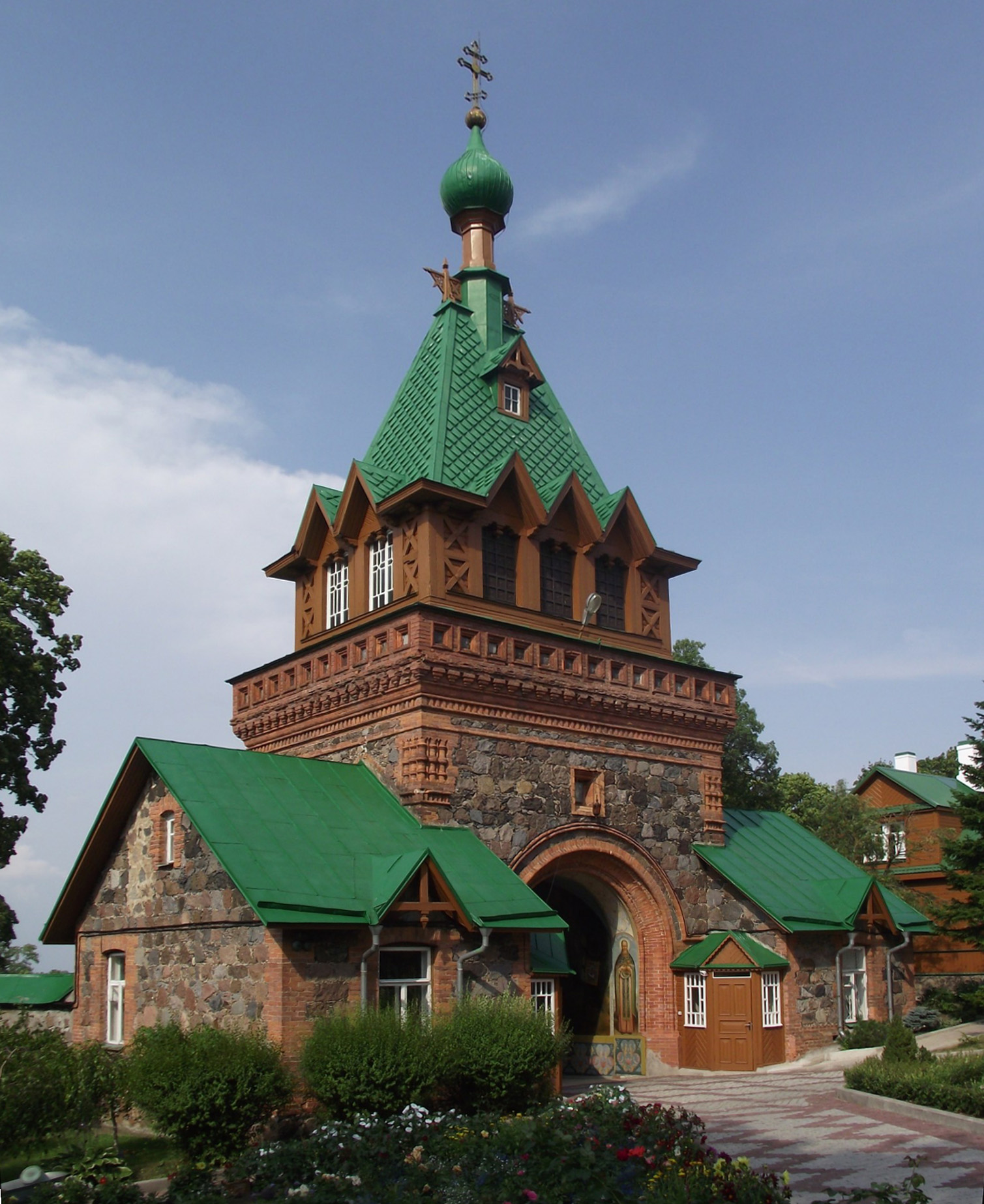
De toegangspoort tot het klooster

Kuremäe is een plaats in de Estlandse gemeente Alutaguse (Estisch: Alutaguse vald), provincie Ida-Virumaa. De plaats telt 259 inwoners (2021). en heeft de status van dorp (Estisch: küla).
Tussen 1992 en 2017 maakte Kuremäe deel uit van de gemeente Illuka, die in 2017 opging in Alutaguse.
In Kuremäe ligt het Kuremäeklooster, ook wel Pühtitsaklooster genoemd (van pühitsetud, gezegend), een Russisch-orthodox nonnenklooster. Tot 1919 heette Kuremäe Pühtitsa (Duits: Püchtitz, Russisch: Пюхтица).